# Élie Blanchard
Joseph Élie Blanchard (Montréal, 3 agosto 1881 – Montréal, 12 dicembre 1941) è stato un giocatore di lacrosse canadese, vincitore di una medaglia d'oro nel lacrosse maschile a squadre ai Giochi della III Olimpiade.

## Palmarès
In carriera ha conseguito i seguenti risultati:
- Giochi olimpici

Saint Louis 1904: oro nel lacrosse maschile a squadre.